# Gallus varius
Gallus varius este o specie din genul Gallus care trăiește în câteva insule din Indonezia. Formează hibrizi cu găina domestică. Este cea mai îndepărtată specie în raport de înrudire și prima care se distinge (de cel puțin 4 milioane de ani) dintre cele patru specii ale genului Gallus. Gallus varius este o specie de păsări medii (de până la 75 cm lungime)  din familia fazanilor Phasianidae.

## Descriere
Culoarea păsărilor Gallus varius este dimorfă sexual. Penajul masculului este întunecat și negricios la distanță. O privire mai atentă dezvăluie un strat irizat de solzi strălucitori, care amintesc în culoare și model de cele văzute la curcanul ocelat și la păunul verde. Fiecare solz este albastru viu la bază și oscilează prin diferite nuanțe de auriu și verde bronzat. Penele specializate care încadrează gâtul masculului de Gallus varius reflectează foarte mult lumina și par violete în partea proximală și albastre la marginile distale. Penele ascunse mai mici ale aripii sunt de un portocaliu izbitor cu centre negre arămii. Marginile distale ale penelor lungi secundare sunt de culoare ocru viu.
|  | \| \| Găina sălbatică gri – Gallus sonneratii \| \| \| \| \| \| Găina sălbatică a lui Lafayette – Gallus lafayetii \| \| \| \| |
|  | |
|  | Găina sălbatică roșie – Gallus gallus                                                                                          |
|  | |
|  | Găina sălbatică gri – Gallus sonneratii                                                                                        |
|  | |
|  | Găina sălbatică a lui Lafayette – Gallus lafayetii                                                                             |
|  | |

|  | Găina sălbatică gri – Gallus sonneratii            |
|  |                                                    |
|  | Găina sălbatică a lui Lafayette – Gallus lafayetii |
|  |                                                    |

|  | \| \| Găina sălbatică gri – Gallus sonneratii \| \| \| \| \| \| Găina sălbatică a lui Lafayette – Gallus lafayetii \| \| \| \| |
|  | |
|  | Găina sălbatică roșie – Gallus gallus                                                                                          |
|  | |
|  | Găina sălbatică gri – Gallus sonneratii                                                                                        |
|  | |
|  | Găina sălbatică a lui Lafayette – Gallus lafayetii                                                                             |
|  | |

|  | Găina sălbatică gri – Gallus sonneratii            |
|  |                                                    |
|  | Găina sălbatică a lui Lafayette – Gallus lafayetii |
|  |                                                    |

|  | \| \| Găina sălbatică gri – Gallus sonneratii \| \| \| \| \| \| Găina sălbatică a lui Lafayette – Gallus lafayetii \| \| \| \| |
|  | |
|  | Găina sălbatică roșie – Gallus gallus                                                                                          |
|  | |
|  | Găina sălbatică gri – Gallus sonneratii                                                                                        |
|  | |
|  | Găina sălbatică a lui Lafayette – Gallus lafayetii                                                                             |
|  | |

|  | Găina sălbatică gri – Gallus sonneratii            |
|  |                                                    |
|  | Găina sălbatică a lui Lafayette – Gallus lafayetii |
|  |                                                    |

|  | \| \| Găina sălbatică gri – Gallus sonneratii \| \| \| \| \| \| Găina sălbatică a lui Lafayette – Gallus lafayetii \| \| \| \| |
|  | |
|  | Găina sălbatică roșie – Gallus gallus                                                                                          |
|  | |
|  | Găina sălbatică gri – Gallus sonneratii                                                                                        |
|  | |
|  | Găina sălbatică a lui Lafayette – Gallus lafayetii                                                                             |
|  | |

|  | Găina sălbatică gri – Gallus sonneratii            |
|  |                                                    |
|  | Găina sălbatică a lui Lafayette – Gallus lafayetii |
|  |                                                    |

La fel ca și păsările Gallus gallus cu care sunt înrudite, pieptul și regiunile ventrale sunt de un negru puternic. La fel ca ruda sa mai apropiată, Gallus lafayetii, masculul de Gallus varius prezintă părți de piele colorate intens pe față care contrastează cu roșul stacojiu închis al feței. Gallus varius este albastru în centrul crestei. O regiune de piele galbenă se extinde sub fiecare ureche, delimitând gulerul cu pene de peticele de piele fără penaj de la gât. Capul său este acoperit de o creastă de albastru deschis care devine violet sau roșu spre vârf. Gâtul este de aceeași culoare și el, dar este mărginit cu albastru spre exterior și galben mai aproape de gât. Femela este în mare parte maro, cu pene ocazionale verzi și nu are creastă.

## Distribuție și habitat

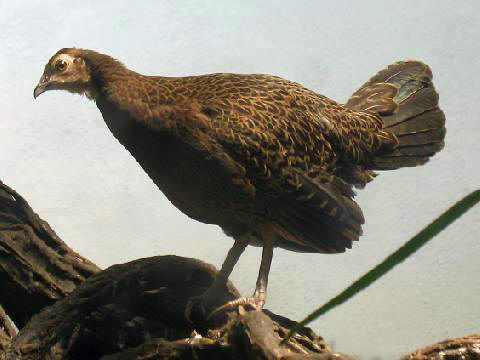
Femela Gallus varius

Gallus varius este endemică în Java, Bali, Lombok, Komodo, Flores, Rinca și în insulele mici care leagă Java de Flores, Indonezia. A fost introdus în Insulele Cocos, unde există o mică populație sălbatică. Se găsește de la o altitudine naturală de 0-2000 m în păduri umede subtropicale/tropicale de câmpie, tufărișuri și terenuri arabile și a fost văzut zburând de la o insulă la alta în aria sa nativă, unde trăiește și se reproduce de-a lungul zonelor de coastă.

## Comportament

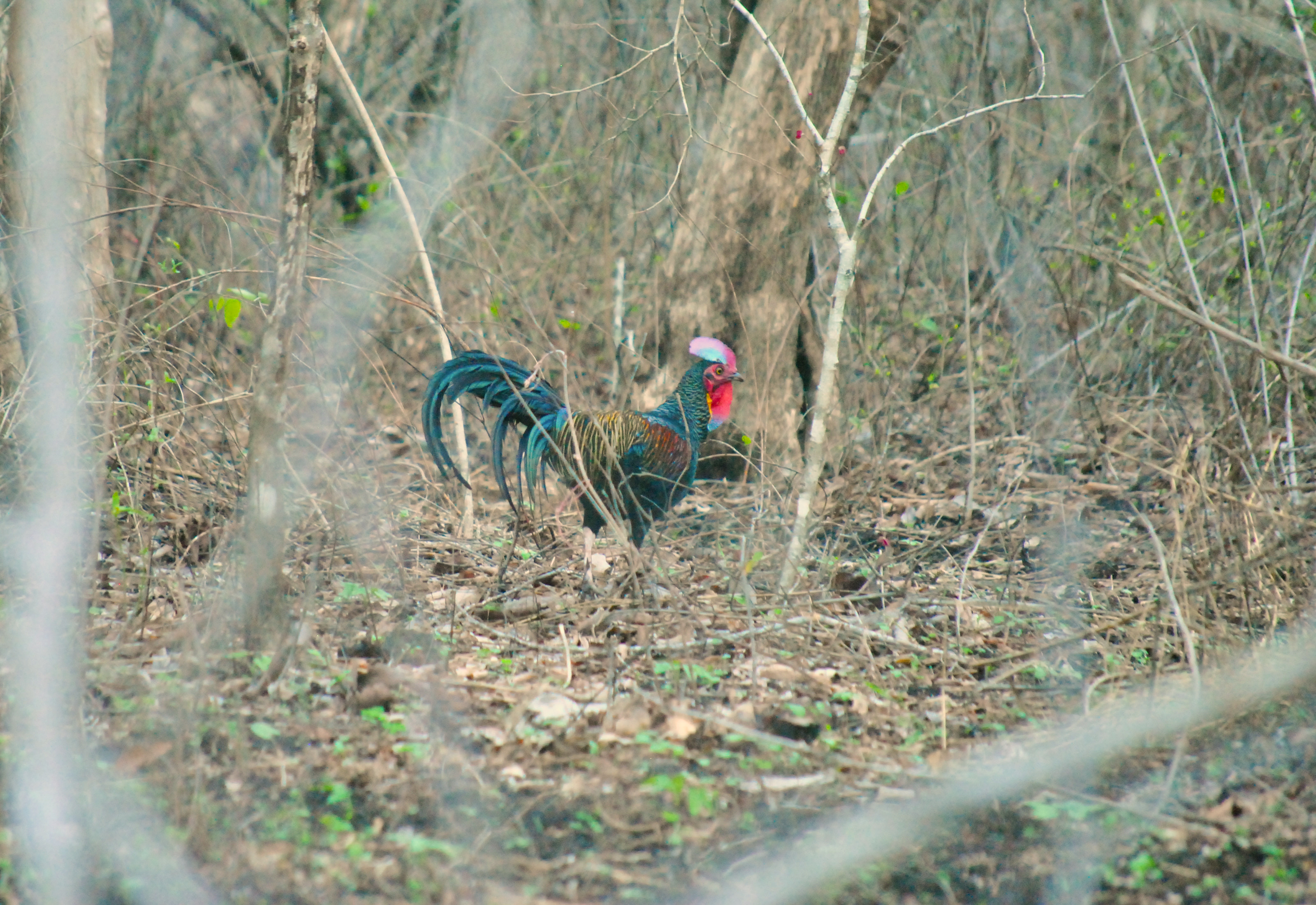
Mascul Gallus varius în Parcul Național Baluran, Java de Est, Indonezia.

Gallus varius trăiesc de obicei în grupuri de două până la cinci în sălbăticie conduse de un mascul dominant, care conduce stolul să se hrănească și să bea și apoi înapoi în ascunzișul pădurii. Noaptea, stolul se culcă în bambus la 4,5-6 metri deasupra nivelului solului. În sezonul de reproducere, masculii dominanți din fiecare stol sunt provocați de alți masculi fără stol. Cei doi masculi bat din aripi si croncănesc zgomotos în timp ce se luptă între ei cu pintenii.

## Relația cu oamenii
Păsările de Gallus varius sunt ținute și crescute din ce în ce mai mult în captivitate, pe măsură ce diversitatea lor genetică dispare. Acest lucru se datorează faptului că aceste păsări sunt crescute cu pui domestici de mulți oameni, producând un hibrid cunoscut sub numele de bekisar. Bekisarul a devenit foarte popular în provincia Java de Est și a devenit o mascotă a zonei. Un studiu genetic recent a dezvăluit dovezi ale hibridizării genetice prin introgresiune de la Gallus varius la puiul domestic.
Păsările Gallus varius captive necesită voliere (colivii mari) calde, cu mult frunziș și acoperiș datorită naturii lor timide și sunt hrănite cu cereale și semințe, precum și cu fructe și insecte; acesta este același tip de hrană cu care s-ar hrăni în sălbăticie. Această pasăre este cunoscută de mult timp ca animal de companie datorită frumuseții și cântecului său unice.

## Stare și conservare
Păsările de Gallus varius sunt evaluate ca fiind de mică îngrijorare, nefiind amenințate cu dispariția pe Lista Roșie a speciilor amenințate IUCN.